# Santa Lúcia nos Jogos Olímpicos de Verão de 2000
Santa Lúcia participou dos Jogos Olímpicos de Verão de 2000 em Sydney, Austrália.

## Desempenho

### Atletismo
Masculino
| Atleta          | Evento | Preliminar | Preliminar | Quartas-de-final | Quartas-de-final | Semifinal   | Semifinal   | Final       | Final       |
| Atleta          | Evento | Marca      | Posição    | Marca            | Posição          | Marca       | Posição     | Marca       | Posição     |
| --------------- | ------ | ---------- | ---------- | ---------------- | ---------------- | ----------- | ----------- | ----------- | ----------- |
| Ronald Promesse | 100 m  | DNF        | DNF        | Não avançou      | Não avançou      | Não avançou | Não avançou | Não avançou | Não avançou |